# Vuelta Ciclista del Uruguay
La Vuelta Ciclista del Uruguay (it. Giro ciclistico dell'Uruguay) è una corsa a tappe maschile di ciclismo su strada che si svolge in Uruguay ogni anno nella Settimana santa. È inserita nell'UCI America Tour classe 2.2.
Fondata nel 1939, fino al 1996 rimase riservata ai dilettanti e solo dall'edizione 1997 è disputata a livello professionistico, quando fu inserita nel calendario internazionale della UCI. Nel 2005 fu inserita nel programma del circuito continentale americano. Tuttavia già l'anno successivo fu riclassificata come evento nazionale e dal 2009 è tornata a far parte del calendario dell'UCI America Tour fino al 2012.

## Albo d'oro
Aggiornato all'edizione 2018.
| Anno | Vincitore                                           | Secondo                                             | Terzo                                               |
| ---- | --------------------------------------------------- | --------------------------------------------------- | --------------------------------------------------- |
| 1997 | Federico Moreira                                    | Marcio May                                          | Hernandes Quadri                                    |
| 1998 | Jorge Giacinti                                      | Sergio Tesitore                                     | Marcio May                                          |
| 1999 | Federico Moreira                                    | Javier Gómez Gallego                                | Marlon Pérez                                        |
| 2000 | Javier Gómez Gallego                                | Federico Moreira                                    | Carlos Quiroga                                      |
| 2001 | Javier Gómez Gallego                                | Alejandro Acton                                     | Milton Wynants                                      |
| 2002 | Gustavo Figueredo                                   | Federico Moreira                                    | Alejandro Acton                                     |
| 2003 | Luis Martinez Martinez                              | Daniel Fuentes                                      | Jorge Libonatti                                     |
| 2004 | Jorge Giacinti                                      | Daniel Fuentes                                      | Miguel Direnna                                      |
| 2005 | Alvaro Tardaguila                                   | Daniel Fuentes                                      | Alejandro Acton                                     |
| 2006 | Guillermo Brunetta                                  | Jorge Soto Pereira                                  | Luis Martinez Martinez                              |
| 2007 | Jorge Bravo                                         | Sebastian Cancio                                    | Richard Mascarañas                                  |
| 2008 | Richard Mascarañas                                  | Nestor Pias                                         | Ramiro Cabrera                                      |
| 2009 | Scott Zwizanski                                     | Ricardo Guedes                                      | Richard Mascarañas                                  |
| 2010 | Richard Mascarañas                                  | Hernan Cline                                        | Ramiro Cabrera                                      |
| 2011 | Iván Casas                                          | Dario Diaz                                          | Jorge Soto Pereira                                  |
| 2012 | Magno Nazaret                                       | Tom Zirbel                                          | Edgardo Simon                                       |
| 2013 | Egidio Da Rosa                                      | Murillo Ferraz                                      | José Luìs Miraglia                                  |
| 2014 | Mariano De Fino                                     | Gonzalo Tagliabúe                                   | Gregory Duarte                                      |
| 2015 | Carlos Oyarzún                                      | William Chiarello                                   | Flavio Santos                                       |
| 2016 | Nestor Pias                                         | Laureano Rosas                                      | Richard Mascaranas                                  |
| 2017 | Magno Nazaret                                       | Murilo Affonso                                      | Flavio Santos                                       |
| 2018 | Magno Nazaret                                       | Juan Pablo Dotti                                    | Federico Agustín Moreira                            |
| 2019 | Walter Vargas                                       | Cristian Egidio Da Rosa                             | Nicolás Tivani                                      |
| 2020 | annullata per la Pandemia di COVID-19 del 2019-2021 | annullata per la Pandemia di COVID-19 del 2019-2021 | annullata per la Pandemia di COVID-19 del 2019-2021 |